# Roel Luynenburg
Roelof Johan Luynenburg dit Roel Luynenburg, né le 23 mai 1945 à Haarlem (Hollande-Septentrionale) et mort le 6 novembre 2023 à Amsterdam,, est un rameur d'aviron néerlandais.

## Carrière
Roel Luynenberg participe aux Jeux olympiques d'été de 1972, et remporte la médaille de bronze en deux sans barreur avec Ruud Stokvis.